# Amesiodendron integrifoliolatum
Amesiodendron integrifoliolatum là một loài thực vật có hoa trong họ Bồ hòn. Loài này được H.S.Lo mô tả khoa học đầu tiên năm 1979.